# San Lorenzo (Kalifornija)
San Lorenzo je naseljeno područje za statističke svrhe u američkoj saveznoj državi Kalifornija. Prema popisu stanovništva iz 2010. u njemu je živjelo 23.452 stanovnika.